# 安可光電
安可光電，為台灣上櫃光電類股，其產品主要為電阻式電容式導電觸控面板導電玻璃、雙面ITO導電玻璃，其大股東為生產CD片的錸德集團。

## 簡史
- 2000年：錸德科技成立薄膜光電專業製造廠 - 光電事業群，正式跨入LCD產業
- 2000年4月：錸德科技 - 光電事業群，取得ISO 9001品質認證
- 2007年9月：於2007年9月28日自錸德科技分割設立
- 2007年10月：於2007年10月19日核准設立，實收資本額新台幣2億元
- 2007年11月：辦理現金增資7,000萬元
- 2008年1：於2008年1月11日取得公開發行
- 2008年7月：於2008年7月24日上興櫃 (股票代號:3615)
- 2008年12月：取得ISO 14001環境管理認證
- 2009年4月：於2009年4月15日上櫃 (股票代號:3615)
- 2009年12月：榮獲職業訓練局之98年度績優協助企業人力資源提升聯合型計畫
- 2010年6月：與洋華光電、錸寶科技合資設立錸洋科技
- 2015年6月：成立圖案化藍寶石基板製造廠(PSS部門)，正式跨入PSS產業。